# Cruz de Ferro (filme de 1967)
Cruz de Ferro é um filme, baseada no livro de Armando Vieira Pinto "Natal na Serra", percorre o conflito em torno da irrigação de terras de duas aldeias vizinhas do Alto Minho. O filme foi rodado em Castro Laboreiro.
Foi realizado por Jorge Brum do Canto para Tobis Portuguesa, estreou a 8 de Março de 1967 no cinema Roma, em Lisboa.

## Elenco
- Jorge Brum do Canto... Marcial
- Cremilda Gil... Dionísia
- Octávio de Matos... Pilha Galinhas (ladrão)
- Maria Domingas... viúva
- António Machado Ribeiro... Manuel
- Ângela Ribeiro... Rosa
- Ruy Furtado... Estêvão
- Emílio Correia... Ti' Zé
- Ruy de Matos... Chico 'Pateta'

## Prémios[3]
- Grande Prémio do SNI - Melhor Filme[2]
- Prémios do SNI - Melhor Argumento Adaptado
- Prémios do SNI - Fotografia
- Prémios do SNI -  Actriz (Cremilda Gil)
- Prémios do SNI - Actor (Octávio de Matos)
- Prémio João Ortigão Ramos
- Prémios da revista Plateia ao Filme e ao Actor (Octávio de Matos).